# Борислав (ім'я)
Борислав — чоловіче особове ім'я слов'янського походження. Означає — той що бореться за славу. Ймовірно, його скорочена форма була джерелом походження імені Борис.

## Етимологія
Ім'я має слов'янське походження і означає — "той хто бореться за славу", чи як настанова "Борись за славу!" .

## Відомі носії
- Борислав Брондуков — український актор, народний артист України
- Борислав Івков — * Борислав Михайлов — болгарський футбольний функціонер, з 2005 року — президент Болгарського футбольного союзу
- Борислав Паравац — боснійський державний і політичний діяч, член Президії Боснії і Герцеговини
- Борислав Пономарьов — * Борислав Степанюк — український поет, перекладач з литовської та чуваської літератури, журналіст